# Alex Baur
Alexander «Alex» Baur (* 12. August 1961 in Luzern) ist ein Schweizer Journalist und Autor.

## Leben
Alex Baur war Lokaljournalist bei der Limmattaler Zeitung, Gerichtsberichterstatter der Neuen Zürcher Zeitung, Reporter der SonntagsZeitung, des Sterns und des Magazins. 2001 führte Geo in der Schweizer Ausgabe eine Reportage über ein Thema aus der Schweiz unter der Überschrift «Schauplatz Schweiz» ein. Baur war von 2001 bis 2004 verantwortlicher Redaktor der Rubrik. Von 2005 bis 2022 war er Redaktor der Schweizer Wochenzeitung Die Weltwoche. 2022 wanderte er mit seiner Frau nach Peru aus. Er lebte bereits von 1980 bis 1985 in Peru und war auch später immer wieder als Reporter dort sowie in Bolivien, Chile, Mexiko, Kolumbien und Honduras tätig. In den 1990er-Jahren schrieb er für die SonntagsZeitung und die NZZ vor Ort in Guatemala eine Serie von Berichten über den Justizfall um den Nestlé-Direktor Andreas Hänggi und dessen Sohn Nicolas Hänggi sowie über die Mordermittlungen im Fall des Bischofs Juan Gerardi. 2004 verfasste er in Guatemala für die Weltwoche mehrere Artikel über die Wahl von Óscar Berger Perdomo und die Auseinandersetzung zwischen Rigoberta Menchú und Efraín Ríos Montt sowie über den ehemaligen Präsidenten Jacobo Árbenz Guzmán.
Baur wurde 2004 mit dem Alstom Journalistenpreis ausgezeichnet. Im Jahr 2014 bekam er den Zürcher Journalistenpreis. Das Zürcher Obergericht verurteilte ihn im Jahr 2018 nach einer Klage von Rudolf Elmer wegen Persönlichkeitsverletzung. Dabei handelte es sich laut Baur nicht um ein strafrechtliches Verfahren, sondern um eine Feststellungsklage.

## Publikationen
- Störfall im Sozialamt. Elster-Verlag, Zürich 2011, ISBN 978-3-907668-88-7.
- Der Fluch des Guten. Münster Verlag, Basel 2019, ISBN 978-3-907146-54-5.
- Unerhört – Esther Vilar und der dressierte Mann. Salis Verlag, Zürich 2021, ISBN 978-3-03930-012-9.